# نبردناو کیلکیس
نبردناو کیلکیس (به انگلیسی: Greek battleship Kilkis) یک کشتی بود که طول آن ۳۸۲ فوت (۱۱۶٫۴ متر) بود. این کشتی در سال ۱۹۰۵ ساخته شد.